# Bürsten

## Holz
Das Bürsten von Holzoberflächen wird angewandt um die vorhandene Struktur der Jahresringe herauszuarbeiten. Dabei wird mit einer Drahtbürste das weiche Frühholz abgetragen während das härtere Spätholz erhalten bleibt und so eine reliefartige Wirkung erzielt wird. Diese Oberflächenbehandlung wird vor allem bei Weichhölzern wie Tanne, Kiefer oder Fichte angewandt. Sollen Furniere gebürstet werden, so sollten diese eine Mindeststärke von 2,5 mm aufweisen.
Das Bürsten kann von Hand aber auch mit einer maschinengetriebenen Bürste erfolgen. Der 
Vorgang wird so oft wiederholt, bis die gewünschte Struktur erreicht ist.
Die fertige Oberfläche kann anschließend geflämmt, gebeizt, gebleicht, 
lackiert, geölt oder gewachst werden.

## Metall
Bürsten bei Metall nennt man einen gleichgerichtenten Strich mit feinem Schleifpapier. Gebürstete Oberflächen sind matt und wirken edel.